# Gleichzahn-Spitzmausmaulwurf
Der Gleichzahn-Spitzmausmaulwurf (Uropsilus aequodonenia) ist eine Säugetierart aus der Gattung der Spitzmausmaulwürfe innerhalb der Maulwürfe (Talpidae). Sie kommt in einem kleinen Gebiet in der chinesischen Provinz Sichuan vor und bewohnt gebirgige Lagen bedeckt mit Wäldern. Die Tiere sind relativ große Vertreter der Spitzmausmaulwürfe. Wie die anderen Arten auch haben sie einen langen Körper, einen sehr langen Schwanz und äußerlich sichtbare Ohren sowie eine spitze Schnauze. Besonderheiten finden sich im Gebiss, das abweichend von den anderen bekannten Spitzmausmaulwürfen oben und unten die gleiche Zahnanzahl aufweist. Die Erstbeschreibung der Art erfolgte im Jahr 2013. Daten zum Bestand liegen nicht vor.

## Merkmale

### Habitus
Der Gleichzahn-Spitzmausmaulwurf ist ein großer Vertreter der Spitzmausmaulwürfe. Die Kopf-Rumpf-Länge liegt bei 7,2 bis 8,2 cm, der Schwanz erreicht mit 6,7 bis 7,3 cm Länge fast die Ausmaße des Körpers. Das Körpergewicht beträgt ungefähr 11 g. Mit ihrem spitzmausartigen äußeren Erscheinungsbild und dem ausgesprochen langen Schwanz entspricht die Art den anderen Angehörigen der Gattung Uropsilus. Das Fell des Rückens ist braun gefärbt, die einzelnen Haare haben graue Basen. Der Bauch zeigt sich schiefergrau, die Übergänge an den Körperseiten sind fließend. Die Schnauze ist lang und schmal sowie mit Tasthaaren versehen. Die Ohren ragen ein wenig aus dem Fell. Der Schwanz ist zweifarbig mit einer dunklen Ober- und einer hellen Unterseite. Er wird von kleinen Schuppenringen umgeben, zwischen denen schwarze Haare sprießen. An der Schwanzspitze ist ein pinselartiges Büschel aus 4 bis 5 mm langen Haaren ausgebildet. Die Füße erscheinen eher hellbraun gefärbt, die Hinterfüße sind zusätzlich mit schwarzen Flecken getupft. Am Vorderfuß bestehen fünf Zehen, die Krallen tragen. Er ist aber schlank und nicht zum Graben geeignet. Die Hinterfußlänge variiert von 1,4 bis 1,6 cm.

### Schädel- und Gebissmerkmale
Der Schädel ist 16,7 bis 18,0 mm lang, am Hirnschädel wird er 11,3 bis 11,7 mm breit. Im Bereich der Jochbögen weist er nur rund 11 mm Breite auf, an der Schnauze rund 7,8 mm. Insgesamt erinnert er an die Schädel der anderen Maulwürfe. In Seitenansicht verläuft die Stirnlinie aufgewölbt, das Rostrum endet spitz. Der größte Unterschied zu den weiteren Vertretern der Spitzmausmaulwürfe findet sich in der Zahnformel, die {\displaystyle {\frac {2.1.3.3}{2.1.3.3}}} lautet. Demnach bestehen 36 Zähne, der letzte Schneidezahn und der dritte Prämolar sind jeweils reduziert. Beim Sichuan-Spitzmausmaulwurf (Uropsilus soricipes) setzt sich das Gebiss aus 34 Zähnen zusammen, ihm fehlt ein weiterer unterer Schneidezahn. Dagegen kommen beim Anderson-Spitzmausmaulwurf (Uropsilus andersoni) 38 Zähne vor, da hier noch ein zusätzlicher vierter oberer Prämolar ausgebildet ist. Ebenso viele Zähne weisen der Chinesische (Uropsilus gracilis) und der Yunnan-Spitzmausmaulwurf (Uropsilus investigator) auf. Bei diesen finden sich aber oben und unten jeweils vier Prämolaren, unten jedoch nur ein Schneidezahn. Demnach entspricht die obere Zahnreihe in ihrer Zusammensetzung der des Sichuan-, die untere der des Anderson-Spitzmausmaulwurfs. Sowohl in der oberen als auch in der unteren Zahnreihe ist der jeweils vordere Schneidezahn größer als der nachfolgende. Die Unterschiede sind im Unterkiefer deutlicher als bei den oberen Schneidezähnen, ersteres findet seine Übereinstimmung im Anderson-Spitzmausmaulwurf. Im Unterkiefer ragt der erste Schneidezahn schräg nach vorn. Alle Eckzähne sind sehr klein. Die oberen Prämolaren haben eine konische Form. Wie im Unterkiefer nehmen sie nach hinten an Größe zu. Der jeweils zweite obere und untere Molar sind am größten ausgebildet. Die gesamte obere Zahnreihe wird durchschnittlich 9,6 mm, die untere 8,7 mm lang.

### Genetische Merkmale
Das vollständige Mitogenom des Gleichzahn-Spitzmausmaulwurfs umfasst 16.521 Basenpaare. Unter anderem besteht dabei der D-Loop-Bereich aus 1074, das Cytochrom b aus 1140 und der Abschnitt der Cytochrom-c-Reduktase 1 aus 1545 Basenpaaren.

## Verbreitung und Lebensraum

Verbreitungsgebiet des Gleichzahn-Spitzmausmaulwurfs

Der Gleichzahn-Spitzmausmaulwurf kommt endemisch in China vor und ist dort bisher nur in der Provinz Sichuan nachgewiesen. Die Tiere bewohnen ein kleines Gebiet zwischen den Flüssen Dadu, Jingxia und Yalong. Sie nutzen gebirgige Landschaften durchsetzt mit Nadel- und Laubwäldern sowie Weiden als Lebensraum. Die Art tritt in Höhenlagen von 2430 bis 3700 m auf.

## Lebensweise
Zur Lebensweise des Gleichzahn-Spitzmausmaulwurfs liegen keine Informationen vor. Wie alle Arten der Gattung ist er oberirdisch aktiv.

## Systematik
Der Gleichzahn-Spitzmausmaulwurf ist eine eigenständige Art innerhalb der Gattung der Spitzmausmaulwürfe (Uropsilus). Gegenwärtig umfasst diese etwa ein Dutzend Vertreter. Genetische Analysen machen aber eine wenigstens doppelt so hohe Anzahl wahrscheinlich, was auf zahlreiche kryptische Arten zurückzuführen ist. Die Gattung gehört zur Familie der Maulwürfe (Talpidae) und steht innerhalb dieser in der eigenen Unterfamilie der Uropsilinae als momentan einziges Mitglied. Die Uropsilinae gelten als relativ urtümliche Maulwürfe, die durch ein spitzmausartiges Äußeres mit langem Schwanz und sichtbaren Ohren gekennzeichnet sind. Die seitlich gepressten Krallen lassen keine Grabtätigkeit zu, so dass die Tiere weitgehend oberirdisch leben. Ursprünglich weit über Eurasien verbreitet, beschränken sich die Spitzmausmaulwürfe heute auf kleine, zumeist gebirgige Refugien im östlichen und südöstlichen Asien. Insgesamt sind Gattung und Unterfamilie wenig erforscht, was sowohl die Lebensweise als auch die Artenvielfalt sowie die systematische Untergliederung betrifft. Für letzteres wurden in der forschungsgeschichtlichen Vergangenheit wenigstens drei unterschiedliche Gattungen aufgestellt, ihre Unterscheidung erfolgte anhand der Zahnanzahl (Uropsilus mit 34 sowie Nasillus und Rhynchonax mit je 38 Zähnen in unterschiedlicher Anordnung). Molekulargenetische Untersuchungen geben eine Trennung der Spitzmausmaulwürfe von den anderen Linien der Maulwürfe im Mittleren Eozän vor rund 47 Millionen Jahren an. Die Gattung selbst diversifizierte sich aber erst im Übergang vom Miozän zum Pliozän vor etwa 6,8 Millionen Jahren. Der nächste Verwandte des Gleichzahn-Spitzmausmaulwurfs ist den genetischen Studien zufolge der Anderson-Spitzmausmaulwurf.
Die wissenschaftliche Erstbeschreibung des Gleichzahn-Spitzmausmaulwurfs  wurde im Jahr 2013 von Liu Yang und Forscherkollegen durchgeführt. Auf die neue Art stießen die Forscher bei zwischen 2006 und 2009 durchgeführten Feldstudien zu Kleinsäugern in der chinesischen Provinz Sichuan, bei denen sie auf Spitzmausmaulwürfe mit abweichender Zahnanzahl stießen. Als Holotyp fungiert ein ausgewachsenes Weibchen, das im September 2009 im Songliao-Gebirge im Kreis Puge in rund 3700 m Höhe aufgesammelt worden war. Weitere sechs Individuen aus verschiedenen anderen Kreisen gelten als Paratypen. Der Artname aequodonenia ist aus dem lateinischen Wort aequus für „gleich“ und dem griechischen Wort ὀδούς (odoús für „Zahn“) zusammengesetzt. Er bezieht sich auf die gleiche Zahnanzahl sowohl in der oberen als auch in der unteren Zahnreihe.

## Bedrohung und Schutz
Die IUCN führt die Art gegenwärtig nicht. Die Tiere sind in mehreren Naturschutzgebieten präsent, so unter anderem im Nationalpark Gongga Shan.